# Samuel M. Steward
Samuel Morris Steward (* 23. Juli 1909
in Woodsfield, Ohio; † 31. Dezember 1993 in
Berkeley, Kalifornien) war ein US-amerikanischer
Schriftsteller (Pseudonym Phil Andros) und Tätowierer (Pseudonym Phil Sparrow). Er wurde vor allem durch seine unter dem Pseudonym Phil Andros erschienenen homoerotischen Erzählungen und Romane bekannt. Steward schrieb auch Kriminalromane.

## Leben, Werk, Wirkung
Steward promovierte 1936 in englischer Literatur an der Ohio State University. Sein erster Roman Angels on the Bough (1936) hatte nur geringen Erfolg, verschaffte ihm aber die Bewunderung der Schriftstellerin Gertrude Stein, mit der er bis zu ihrem Tode 1946 eng befreundet war.
Von 1934 bis 1954 lehrte Steward an verschiedenen amerikanischen Universitäten Literatur, zuletzt war er Professor an der katholischen DePaul University in Chicago.
1958 begann Stewards Karriere als Autor homoerotischer Literatur. Seine ersten Erzählungen und Essays erschienen unter diversen Pseudonymen (das bekannteste war Ward Stames, ein Anagramm zu Sam Steward) in der internationalen Schweizer Homosexuellenzeitschrift Der Kreis, die bereits seit 1951 einen englischsprachigen Teil hatte. Obwohl Steward der Zeitschrift, die auch eine Reihe erotischer Zeichnungen aus seiner Feder veröffentlichte, bis zu ihrer Einstellung 1967 treu blieb, störte er sich an ihrem konservativen Homosexuellenbild, das sich am Ideal monogamer Beziehungen orientierte und lediglich eine dezente Andeutung sexueller Kontakte erlaubte. Für seine freizügigeren Erzählungen, die ab 1964 zunächst in einschlägigen skandinavischen Zeitschriften (wie Eos und Amigo) erschienen, legte Steward sich das Pseudonym Phil Andros (etwa Liebhaber von Männern, abgeleitet von griechisch philos = Liebe und andros = Mann) zu.
Hauptfigur der meisten Andros-Erzählungen ist ein gleichnamiger Ich-Erzähler, der seinen Lebensunterhalt als Stricher verdient und detailreich von seinen sexuellen Begegnungen berichtet. Stewards selbstbewusste und gebildete Kunstfigur, die sich deutlich von den in ihrer Entstehungszeit üblichen literarischen Darstellungen des homosexuellen Mannes als Sexualverbrecher, Schwächling oder Opfer unterscheidet, erlangte während der Emanzipationsphase der US-amerikanischen Lesben- und Schwulenbewegung in den 1960er und 1970er weltweite Popularität. Zwischen 1966 und 1984 erschienen sechs Andros-Romane sowie einige Bände mit Kurzgeschichten, die in mehrere Sprachen übersetzt und vielfach aufgelegt wurden. Zu den bekanntesten Titeln der Andros-Reihe gehören $tud (1966), San Francisco Hustler (1970), When in Rome ... Do (1971) und Different Strokes (1984). Für die Gestaltung der Buch-Cover wurden häufig Zeichnungen des in der homosexuellen Lederszene prominenten Künstlers Tom of Finland verwendet.
Der Erfolg der Andros-Bücher verdankte sich neben Stewards Gespür für die zeitgenössischen homosexuellen Wunschbilder und Stereotypen seinen stilistischen Fähigkeiten bei der Gestaltung von Plots, Figuren und Handlungssträngen, die seine erotischen Geschichten vom wachsenden Angebot der homosexuellen Pornographie abhoben. Seine genauen Kenntnisse der internationalen homosexuellen Subkultur, insbesondere der Leder- und SM-Szene und des Strichermilieus, machen seine Bücher auch zu einem interessanten Dokument homosexueller Lebensstile in den Jahrzehnten vor AIDS. Einige Neuausgaben in den 1980er und 1990er Jahren enthalten einführende Hinweise zur Entstehungszeit der Romane und Warnungen vor ungeschütztem Geschlechtsverkehr.
Der Erfolg seiner Bücher ermöglichte es Steward, der seit Mitte der 1960er Jahre im kalifornischen Berkeley, einem Zentrum der amerikanischen Protestbewegung lebte, sich nach 1970 ganz auf das Schreiben zu konzentrieren. 1981 erschienen seine Memoiren Chapters from an Autobiography, in denen er freimütig über seine Sexualbiografie und seine Begegnungen mit prominenten Persönlichkeiten der homoerotischen Literaturgeschichte erzählt. Während der Wahrheitsgehalt seiner sexuellen Begegnungen mit dem Dramatiker Thornton Wilder und dem Schriftsteller Alfred Douglas (dem Liebhaber von Oscar Wilde) umstritten ist, gelten seine Kontakte zu Gertrude Stein und ihrer Lebensgefährtin Alice B. Toklas sowie zu dem Sexualforscher Alfred Kinsey als gesichert. Mit Kinsey war Steward seit 1946 befreundet. Er unterstützte dessen Forschungen durch Teilnahme an Experimenten, persönliche Aufzeichnungen, Sammlung von Materialien und Vermittlung von Informationen und Kontakten zur Homosexuellenszene.
Bereits 1977 veröffentlichte er unter dem Titel Dear Sammy seine langjährige Korrespondenz mit Gertrude Stein und Alice B. Toklas, die ein wichtiges Dokument zu beider Biografie und zu den amerikanisch-europäischen Literaturbeziehungen der 1930er bis 1960er Jahre darstellt. Die Freundinnen Stein und Toklas treten als literarische Figuren in drei Kriminalromanen (Parisian Lives, Murder is Murder is Murder, The Caravaggio Shawl) auf, die Steward in den 1980er Jahren schrieb. Er leistete damit auch einen Beitrag zum Genre des historischen Kriminalromans, der in dieser Zeit durch den Welterfolg von Umberto Ecos Der Name der Rose starken Auftrieb erhielt. In Murder is Murder is Murder entwirft Steward in der Figur des jungen Amerikaners Johnny, der das Freundespaar Stein/Toklas in Südfrankreich besucht und gemeinsam mit ihnen einen Mord aufklärt, ein Porträt seiner selbst. In The Caravaggio Shawl lässt Steward weitere prominente Figuren der Pariser Künstlerszene wie Jean Gabin, Jean Genet oder Jean Cocteau in kleinen Nebenhandlungen auftreten.
Stewards letztes größeres Werk war Understanding the Male Hustler (1991), ein kulturgeschichtlicher Versuch über männliche Prostitution, den er als Dialog zwischen sich selbst und seiner Kunstfigur Phil Andros gestaltete.
Im Sommer 1993, wenige Monate, bevor Steward an einer chronischen Lungenerkrankung starb, gab er dem Journalisten Owen Keehnen ein Interview, in dem er nochmals ausführlich auf seine Begegnungen mit prominenten Persönlichkeiten wie Gertrude Stein, Thornton Wilder, André Gide und Thomas Mann einging. Zum Schluss zitierte er, von Keehnen nach „words of wisdom“ gefragt, den englischen Dichter Matthew Arnold: „Ah love, let us be true to one another“.

### Tätigkeit als Tätowierer
Ab 1952 war Steward unter dem Künstlernamen Phil Sparrow als selbstständiger Tätowierer tätig. Er erlernte das Tätowieren bei Amund Dietzel in Milwaukee und betrieb eigene Tattoo Shops in Chicago und von 1965 bis 1970 in Oakland, Kalifornien. Seine Kenntnisse gab er an Cliff Ingram, aka Cliff Raven, und Don Ed Hardy weiter. 1970 gab er das Tätowieren endgültig auf.
Sein Buch Bad Boys and Tough Tattoos (1990) ist eine Mischung aus autobiografischer Erinnerung an seine Jahre in Chicago und kulturgeschichtlicher Untersuchung des Phänomens Tätowierung, das zu jener Zeit vor allem in den unteren Schichten und bei Randgruppen verbreitet war. Das besondere Augenmerk der Untersuchung gilt dem von Steward beobachteten Zusammenhang des aktiven wie passiven Akts der Tätowierung mit verborgenen oder unterdrückten sexuellen Wünschen. Obschon Stewards Rang als Tätowierer in der Fachliteratur keineswegs unbestritten ist, haben sich eine Reihe von bedeutenden Tattoo Artists der folgenden Generation, wie Cliff Raven oder Don Ed Hardy, die beide mit ihm zusammenarbeiteten, zu seinem Einfluss bekannt.

## Werke
Als Samuel M. Steward:
- Pan and the Fire-bird, Introduction by Benjamin Musser, New York 1930
- Angels on the Bough, Caldwell/Indiana 1936
- Dear Sammy. Letters from Gertrude Stein and Alice B. Toklas, Edited with a memoir by Samuel M. Steward, Boston 1977
- Chapters from an Autobiography, San Francisco 1981
- Parisian Lives. A Novel, New York 1984
- Murder Is Murder Is Murder, Boston 1985 (deutsche Ausgabe: MordistMordistMord, übersetzt von Sebastian Trautmann, Berlin 1998)
- The Caravaggio Shawl, Boston 1989 (deutsche Ausgabe: Der Caravaggio-Schal, übersetzt von Sebastian Trautmann, Berlin 1999)
- Bad Boys and Tough Tattoos. A Social History of the Tattoo with Gangs, Sailors, and Street-corner Punks 1950-1965, New York 1990
- Understanding the Male Hustler, New York 1991 (Haworth series in gay & lesbian studies; v. no. 3)
- A Pair of Roses, Afterword by Marvin R. Hiemstra, San Francisco 1993

Als Phil Andros (Auswahl):
- $tud, New York 1966
  - deutsche Ausgabe: Ein Mann für Alle. Übersetzt von Jürgen Abel. Albino Verlag, 1988
- Heksering / Das tolle Männerkarussell / Ring-around-the-rosy. Dreisprachige Ausgabe (dänisch/deutsch/englisch). Kopenhagen 1968 (Neuausgabe unter dem Titel: The Joy Spot, New York 1969)
- My Brother, the Hustler, San Francisco 1970 (Neuausgabe unter dem Titel: My brother, my self, San Francisco 1983)
  - deutsche Ausgabe: Bruderliebe. Übersetzt von Martin Rometsch. Albino Verlag, 1997
- San Francisco Hustler, San Francisco 1970 (Neuausgabe unter dem Titel: The Boys in Blue, San Francisco 1984)
  - deutsche Ausgabe: Bullenhochzeit. Übersetzt von Martin Rometsch. Albino Verlag, 1994
- When in Rome … Do, San Francisco 1971 (Neuausgabe unter dem Titel: Roman Conquests, San Francisco 1983)
  - deutsche Ausgabe: Latin Lovers. Übersetzt von Martin Rometsch. Albino Verlag 1999
- Renegade Hustler, San Francisco 1972 (Neuausgabe unter dem Titel: Shuttlecock, San Francisco 1984)
  - deutsche Ausgabe: Heiße Ware. Übersetzt von Martin Rometsch. Albino Verlag, 1994
- The Greek Way, San Diego 1975 (Neuausgabe unter dem Titel: Greek Ways, San Francisco 1983)
  - deutsche Ausgabe: Liebesdienste. Übersetzt von Martin Rometsch. Albino Verlag, 1995
- Below the Belt & other stories, San Francisco 1981
  - deutsche Ausgabe: Männersache. Übersetzt von Olaf Herrmann. Albino Verlag, 1992
- Different Strokes. Stories, San Francisco 1984
  - deutsche Ausgabe: Bettgeflüster. Übersetzt von Martin Rometsch. Albino Verlag, 1999

Die englischsprachigen Erstausgaben der ersten Andros-Bücher erschienen in kleinen Untergrundverlagen, wie der Guild Press (New York), der Gay Parisian Press (San Francisco) und Greenleaf Classics (San Diego). Es erschienen etliche, inzwischen schwer auffindbare Raubdrucke, beispielsweise eine gekürzte Ausgabe von San Francisco Hustler unter dem Autornamen Biff Thomas mit dem Titel Gay in San Francisco (Cameo Library, frühe 1970er Jahre). Die lizenzierten Neuausgaben der 1980er und 90er Jahre kamen größtenteils bei der Perineum Press (San Francisco) heraus, die außerdem einige neue Titel verlegte. Deutsche Übersetzungen erschienen seit Ende der 1980er Jahre zunächst im Albino Verlag (Berlin), dann in dem auf homosexuelle Erotika spezialisierten Berliner Bruno Gmünder Verlag, der auch Übersetzungen von zwei Kriminalromanen Stewards (siehe oben) herausgab.